# Norakuro
Norakuro (яп. のらくろ норакуро) — комедийная манга Суйхо Тагавы и снятое позднее аниме о приключениях пса по имени Норакуро. Слово «Норакуро» образовано от нораину (яп. 野良犬, «бродячая собака») и Курокити (яп. 黒吉, собачье имя, досл. «чёрная удача»). Эта манга оказала сильное влияние на Матико Хасэгаву, автора Sazae-san, которая училась у Суйхо Тагавы. На европейские языки Norakuro не переводилась, хотя отрывки на английском публиковались в шестом номере антологии комиксов Kramer's Ergot.
Норакуро — солдат собачьей армии, входящий в Свирепый собачий батальон (яп. 猛犬連隊 мо:кэнрэнтай). Действие происходит в 1931 году, и военные образы частично основаны на Императорской армии Японии, где с 1919 по 1922 служил сам Суйхо Тагава. В его истории Норакуро постепенно проходит путь от обычного рядового до сержанта. Во время Второй мировой войны публикация манги была прекращена, но затем, в связи с высокой популярностью истории, возобновилась. Норакуро постепенно осваивал другие профессии и виды деятельности — например, сумо. Данный персонаж стал талисманом развивающегося японского милитаризма.